# Cuscatancingo
Cuscatancingo – miasto w środkowym Salwadorze, w departamencie San Salvador, wchodzące w skład zespołu miejskiego San Salvador. Graniczy z miastami San Salvador (na południu), Mejicanos (na zachodzie) i Delgado (na wschodzie). Ludność (2007): 66,4 tys.
Rozwinął się tutaj przemysł spożywczy i włókienniczy.